# Phyllodes pura
Phyllodes pura là một loài bướm đêm trong họ Noctuidae.